# Шанхайский университет
Шанха́йский университе́т (кит. трад. 上海大學, упр. 上海大学, пиньинь Shànghǎi Dàxué) — государственный университет Китая, расположенный в Шанхае (Китай), также известный под названием «Шанда» (上大). Основанный в 1922 году, университет известен как один из старейших и престижных учебных заведений в Китае. Шанхайский университет является одним из ведущих исследовательских университетов в стране.

## История
Шанхайский университет был основан в 1922 году в результате сотрудничества Гоминьдана и Коммунистической партии Китая. Первым ректором университета был Юй Южэнь, деятель Гоминьдана. Сразу после основания Шанхайский университет приобрел репутацию одного из престижнейших учебных заведений страны в области гуманитарных наук.
Во время Гражданской войны университет был закрыт. Университетский городок был уничтожен во время Японо-китайской войны 1937—1945 годов. В 1983 году на базе бывшего Шанхайского университета было открыто учебное заведение с традиционным упором на гуманитарные науки, искусство, юриспруденцию.
На базе Шанхайского университета в 1960 году был также основан Шанхайский технический институт. В 1979 году институт получил статус университета.
В 1994 году путём объединения Шанхайского технического университета, Шанхайского научно-технического университета и ряда технических колледжей был образован Шанхайский университет.

## Университет сегодня
В настоящее время Шанхайский университет является крупнейшим учебным заведением Шанхая и находится под управлением Народного правительства города Шанхай. Университет имеет 11 научных институтов, изучающих социологию, языковедение и литературу, математику, физику, инженерную механику, материаловедение, металлургию, электрическую инженерию, высокие технологии. Ведется обучение по 37 докторантским, 131 магистерской и 67  бакалаврским специальностям. В университете также ведутся 4 государственные программы и 8 программ муниципального уровня.

## Организационная структура

### Институты и факультеты
- Институт связи и информатики
  - Факультет связи
  - Факультет информатики и электроники
  - Шанхайский институт волоконной оптики и современных средств связи
  - Медико-биологический институт
- Колледж наук
  - Факультет математики
  - Физический факультет
  - Химический факультет
  - Факультет механики
  - Шанхайский институт прикладной математики и механики
  - Шанхайский институт прикладной математики и вычислений
  - Шанхайский центр нелинейных наук
- Институт машиностроения, электроники и автоматизации Архивная копия от 22 октября 2020 на Wayback Machine
  - Факультет автоматизации
  - Факультет механической автоматизации
  - Факультет машиностроения
  - Факультет машиностроения и автоматизации
  - Факультет измерительной техники
  - Факультет промышленного строительства
  - Факультет промышленного дизайна
  - Факультет упаковочных технологий
  - Факультет электрической инженерии и автоматизации
- Институт компьютерной инженерии и науки
  - Факультет прикладной вычислительной техники
  - Факультет программного обеспечения и теории
  - Факультет архитектуры и организации вычислительной техники
  - Лаборатория точных вычислений
  - Лаборатория техники
  - Лаборатория обработки интеллектуальной информации
  - Лаборатория информационных сетей
  - Лаборатория применения точных вычислений
- Институт материаловедения и инженерии
  - Факультет материаловедения и инженерии
  - Факультет информационных материалов
  - Факультет полимерных материалов
- Институт наук о жизни
  - Факультет биохимической инженерии
  - Факультет продовольствия
  - Факультет технологий и наук о жизни
- Институт архитектуры окружающей среды
  - Факультет химической инженерии и техники
  - Факультет энвироники
- Юридический институт Архивная копия от 23 октября 2020 на Wayback Machine
  - Юридический факультет
  - Факультет права и экономики
  - Факультет криминологии
  - Факультет международного права и экономики
  - Факультет фундаментальных наук
  - Факультет послевузовского образования
- Институт гуманитарных наук
  - Факультет китайской литературы
  - Исторический факультет
  - Факультет социологии
  - Факультет архивного дела
- Институт изящных искусств 
  - Факультет традиционной китайской живописи
  - Факультет живописи
  - Художественно-графический факультет
  - Скульптурный факультет
  - Факультет истории искусств
  - Факультет дизайна
  - Архитектурный факультет
- Институт международного бизнеса и управления
  - Экономический факультет
  - Финансовый факультет
  - Факультет менеджмента
  - Факультет управления и проектирования
  - Факультет бухгалтерского учета
  - Факультет информационного менеджмента
  - Факультет государственного управления
  - Институт прогноза и консалтинга
  - Институт современного бизнеса
- Институт иностранных языков
  - Факультет английского языка
  - Факультет прикладного английского языка
  - Факультет японского языка
  - Факультет иностранных языков
- Институт международных отношений
  - Отделение китайского языка и иностранных студентов
- Институт кино и телевидения
  - Факультет журналистики
  - Факультет кино и телевидения
  - Факультет кинематографического и телевизионного искусства
  - Факультет рекламы
- Институт социальных наук
  - Философский факультет
  - Экономический факультет
  - Факультет теории права
  - Факультет теории и идеологии учений Мао Цзэдуна и Дэн Сяопина
  - Исследовательский центр науки, техники и философии
  - Исследовательский центр истории шанхайской эмиграции
- Китайско-европейский технический институт
- Сиднейский институт языковедения и торговли
- Институт высоких технологий
- Институт физической культуры
- Автомобильный институт
- Институт недвижимости
- Политехнический институт
- Институт переподготовки и повышения квалификации

## Научная деятельность

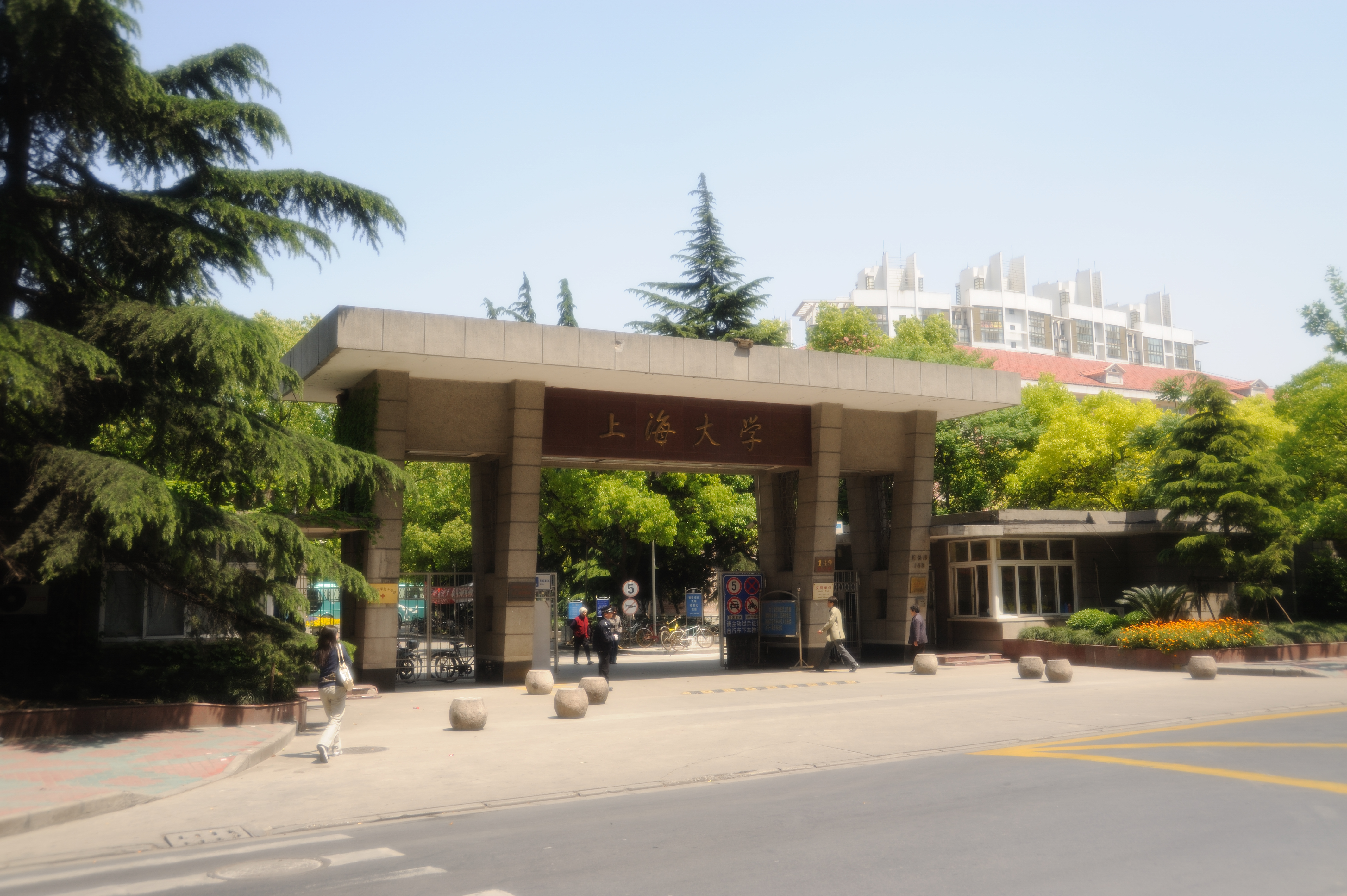
Ворота кампуса Яньчан

Шанхайский университет имеет 72 научно-исследовательских института и Центр развития высоких технологий. Университет имеет огромный авторитет в Китае и мире в области исследований прикладный и фундаментальных наук. В последние несколько лет университет занимает первые места в стране по объемам вкладываемых в исследования средств, получаемых грантов и премий, а также изданию научных работ и диссертаций.
Шанхайский университет ведет активное сотрудничество с различными организациями, сообществами, фондами. Институт наук о жизни был создан в сотрудничестве с Академией наук Китая, а Институт кино и телевидения — при поддержке многих китайских и зарубежных участников индустрии кино, телевидения и вещания. Также, университет сотрудничает с Китайской академией социальных наук в разработке программ послевузовского образования по литературе, экономике и праву.
Шанхайский университет является активным членом международного научного сообщества. Университет имеет научные связи со многими зарубежными высшими учебными заведениями. В университет ежегодно поступает 2 000 иностранных студентов.

## Люди

### Ректорат
С 2015 года президентом университета является профессор Цзинь Дунхань.

### Почётные профессора
- Хуан Хунцзя (黄宏嘉), академик Академии наук Китая, почётный ректор Шанхайского университета
- Сюй Куанди (徐匡迪), президент и академик Китайской инженерной академии, бывший мэр г. Шанхай
- Чжоу Бансинь (周邦新), академик Китайской инженерной академии
- Лю Гаолянь (刘高联), академик Академии наук Китая
- Сунь Цзиньлян (孙晋良), академик Китайской инженерной академии
- Чжоу Гочжи (周国治), академик Академии наук Китая
- Ли Саньли (李三立), академик Китайской инженерной академии
- Фу Цзямо (傅家谟), академик Академии наук Китая
- Лю Юаньчжан (刘源张), академик Китайской инженерной академии, академик Международной академии качества
- Лю Юаньфан (刘元方), академик Академии наук Китая
- Се Цзинь (谢晋), известный китайский кинорежиссер, член Американской академии кинематографических искусств и наук
- Лю Жэньхуань (刘人怀), академик Китайской инженерной академии, ректор Университета Цзинань
- Дэн Вэйчжи, член Постоянного комитета Народного политического консультативного совета Китая, профессор отделения социологии Китайской академии социальных наук